# Michaelus thordesa
Michaelus thordesa är en fjärilsart som beskrevs av William Chapman Hewitson 1867. Michaelus thordesa ingår i släktet Michaelus och familjen juvelvingar. Inga underarter finns listade i Catalogue of Life.

## Bildgalleri

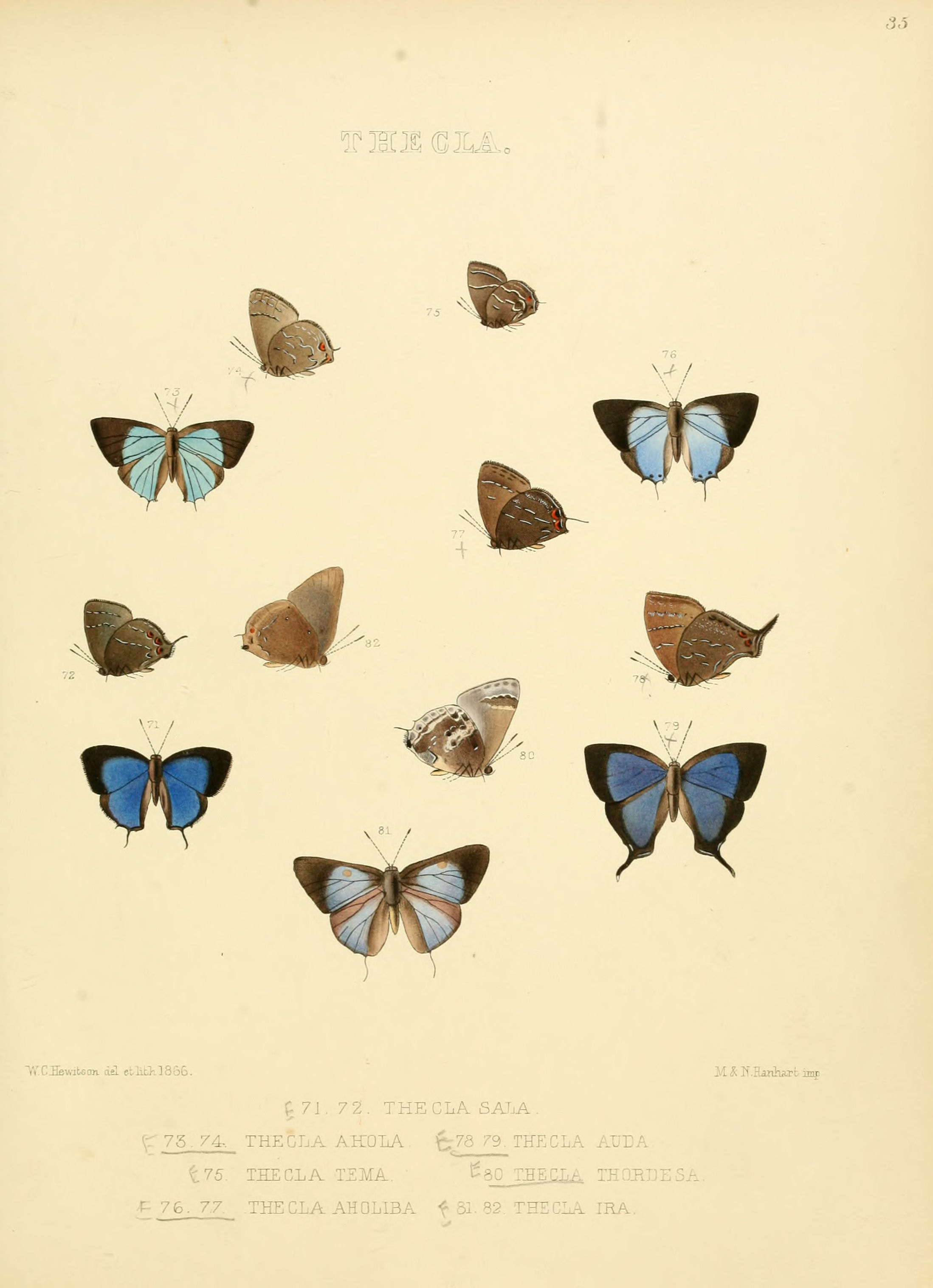